# Jacques Maure
Pour les articles homonymes, voir Maure.
Jacques Maure, dit Maure aîné, est un négociant et un homme politique né le 16 août 1770 et décédé le 12 décembre 1835.

## Biographie
Né le 16 août 1770, Jacques Maure est le deuxième des huit enfants du conventionnel Nicolas Maure. Sa mère est Anne-Marie-Thérèse Salomon, fille de Jean II Salomon et d'Anne-Marguerite Collet, sœur aînée de Marguerite Collet, la « Mme Parangon » de Rétif de La Bretonne,.
Marié à Laurence Robin le 17 février 1790, il prend le nom de « Maure aîné » après le suicide de son père, le 3 juin 1795.
Jacques Maure demeure fidèle aux idéaux de son père. À l'été 1799, il est secrétaire du cercle constitutionnel d'Auxerre, d'inspiration néo-jacobine. En décembre 1802, sous le Consulat, alors qu'il est établi comme fabricant de bas à Paris, la police s'aperçoit qu'il organise des réunions dans lesquelles on prononce des sarcasmes contre le gouvernement.
Il est épicier en gros et en détail, place de l'Hôtel-de-Ville, quand, sous les Cent-Jours, le commissaire extraordinaire Thibaudeau le nomme, sur proposition des patriotes de la ville, maire d'Auxerre, fonction qu'il occupe du 13 mai à juillet 1815.
Sous la Monarchie de Juillet, il est membre du conseil d'arrondissement en 1830 et 1831.